# Federico Mayor Zaragoza

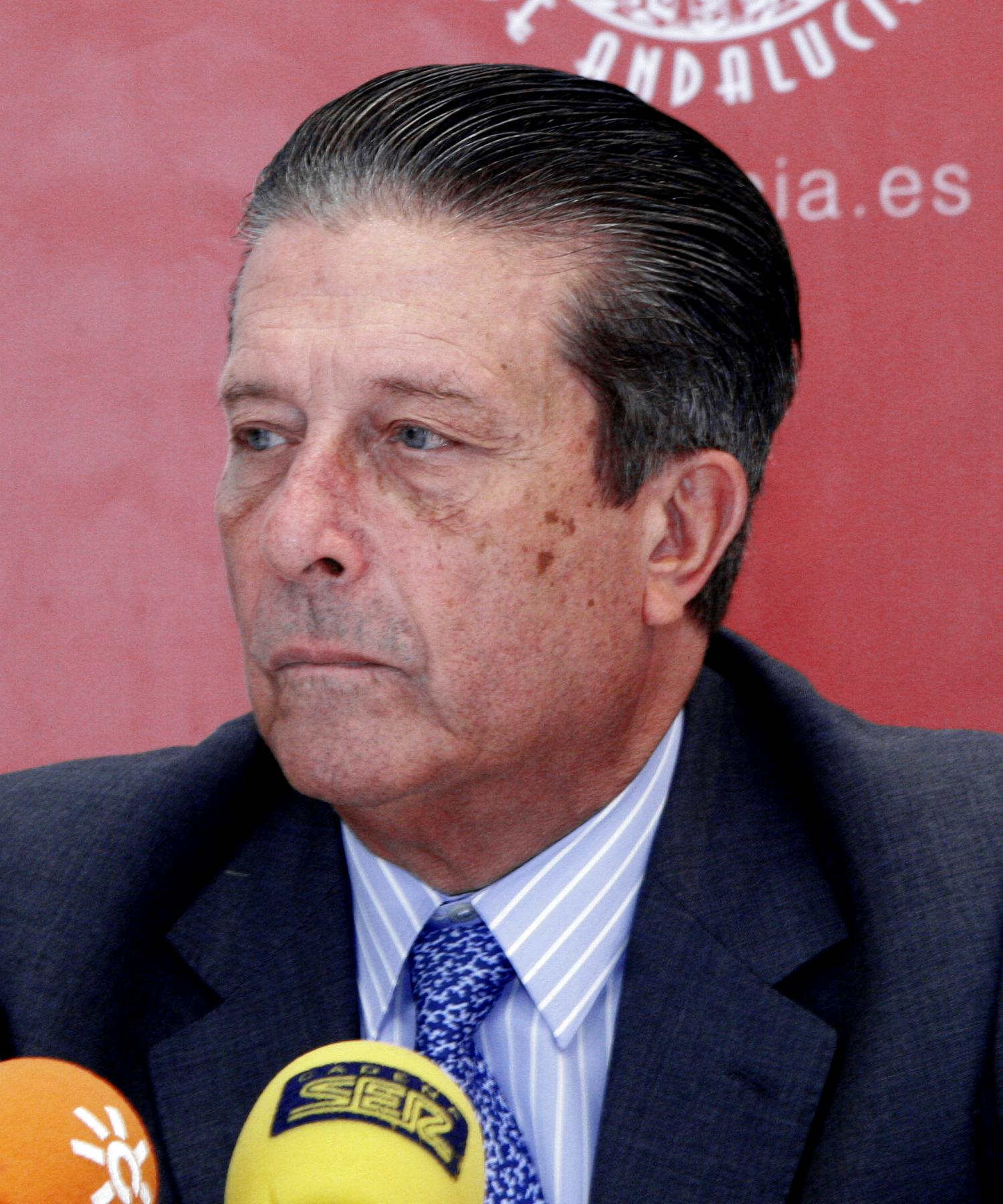
Federico Mayor in 2007

Federico Mayor Zaragoza (Barcelona, 27 januari 1934 – Madrid, 19 december 2024) was een Spaans wetenschapper, politicus, diplomaat en dichter. Van 1987 tot 1999 was hij directeur-generaal van UNESCO, de VN-organisatie voor onderwijs, wetenschap en cultuur.
Mayor studeerde farmacie aan de Complutense Universiteit van Madrid, waar hij in 1958 de doctorsgraad behaalde. Vanaf 1963 doceerde hij biochemie aan de Universiteit van Granada waar hij van 1968 tot 1972 rector van de universiteit was. Van 1972 tot 1974 was hij hoogleraar biochemie aan de Autonome Universiteit van Madrid.
Van 1974 af bekleedde Mayor diverse politieke functies. Zo was hij van 1981 tot 1982 minister van onderwijs en wetenschap van Spanje.
In 1987 werd Mayor benoemd tot directeur-generaal van de Unesco in Parijs. In 1993 werd zijn benoeming geprolongeerd. Na afloop van de tweede termijn in 1999 keerde hij terug naar Spanje.
In 2000 richtte hij een stichting voor vredescultuur (Fundación Cultura de Paz, Foundation Culture of Peace) op.
Zaragoza overleed op 19 december 2024 op 90-jarige leeftijd.